# ویتیزین بی
ویتیزین بی (به انگلیسی: Vitisin B (pyranoanthocyanin)) با فرمول شیمیایی C۲۵H۲۵O۱۲+ یک ترکیب شیمیایی است؛ که جرم مولی آن ۵۱۷٫۴۵ g/mol می‌باشد.